# Aspidostemon humbertianus
Aspidostemon humbertianus là loài thực vật có hoa trong họ Nguyệt quế. Loài này được André Joseph Guillaume Henri Kostermans miêu tả khoa học đầu tiên năm 1957 dưới danh pháp Cryptocarya humbertiana. Năm 1987, Rohwer J. G. & Richter H.G. chuyển nó sang chi Aspidostemon.